# コロラド州会議事堂

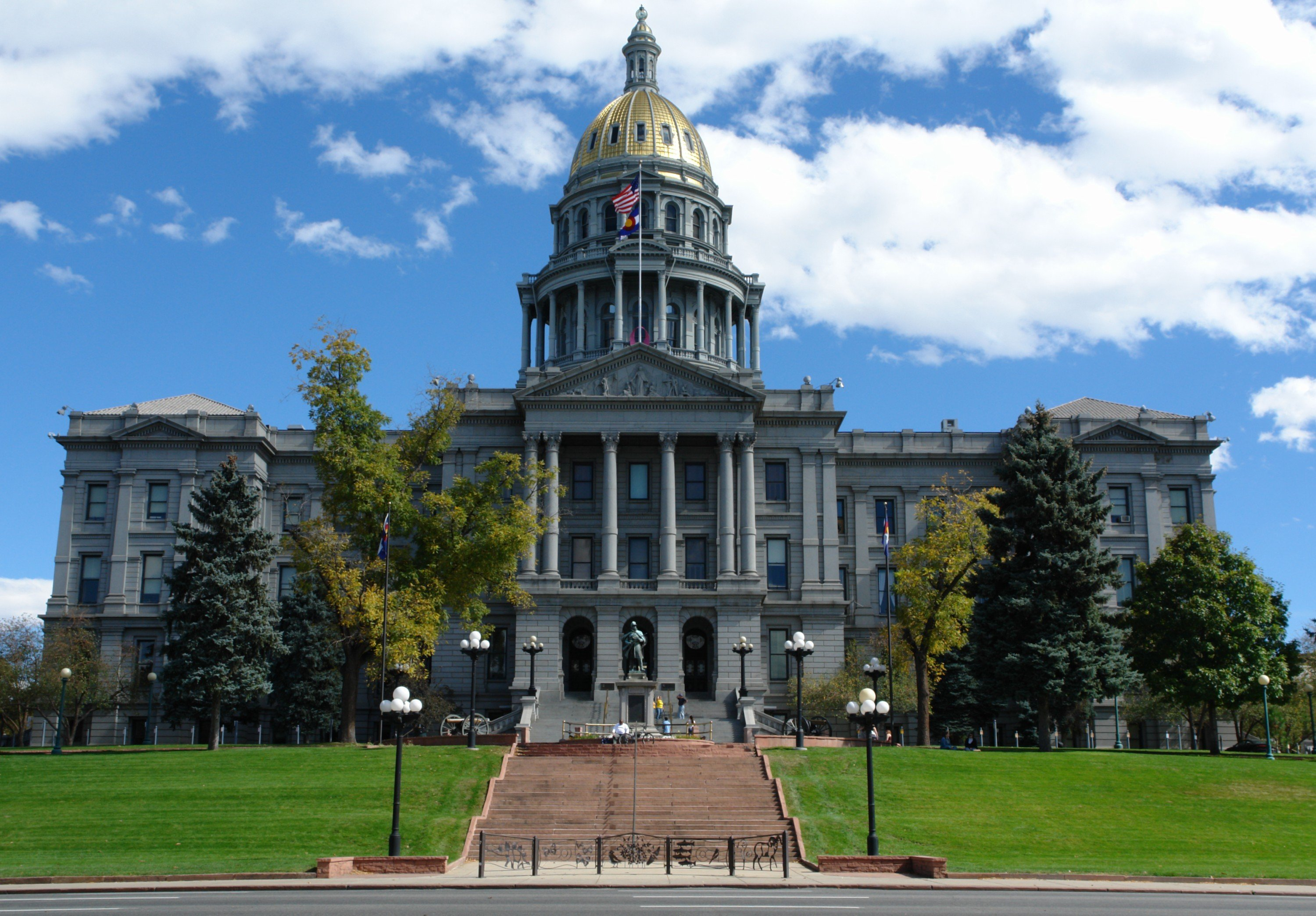
コロラド州会議事堂

コロラド州会議事堂（コロラドしゅうかいぎじどう、Colorado State Capitol Building）は、アメリカ合衆国コロラド州の州都デンバーに立地する同州議会の議事堂。コロラド州議会の上下両院の議場のほか、州知事室、および州副知事室が置かれている。アメリカ合衆国議会議事堂に似せて造られたこの庁舎の設計には、ミシガン州会議事堂やテキサス州会議事堂の設計で知られるイライジャ・マイヤーズが携わった。この議事堂は1890年代に地元コロラド産の大理石や御影石を建材として用いて建設され、1894年11月に開庁した。議事堂のドームには、1908年にコロラドにおけるゴールドラッシュを記念して金めっきがなされた。この議事堂はデンバーの政府庁舎や文化施設が集中する公園、シビック・パークの中に建っている。シビック・パーク内にはこのコロラド州会議事堂のほか、コロラド州司法庁舎、デンバー市郡庁舎、デンバー美術館、デンバー中央図書館、コロラド歴史博物館などが建っている。
キャピトル・ヒルという地区名が示す通り、議事堂はデンバーのダウンタウンの中でも若干標高の高いところに建っている。正面玄関は床から天井（ドームの裏側）まで高さが約55mあり、これは18階建てのビルの高さにほぼ相当する。西側入口へと通ずる階段の15段目には、「海抜1マイル」（1,609.3m＝5280フィート）と彫られている。しかし、その後1969年、コロラド州立大学の学生によって標高の再調査が行われた際に、この階段の18段目が「海抜1マイル」にあたるとされ、2番目の印が置かれた。2003年には三たび標高の調査が行われ、この階段の13段目が「海抜1マイル」にあたることが判明し、3番目の印が置かれた。

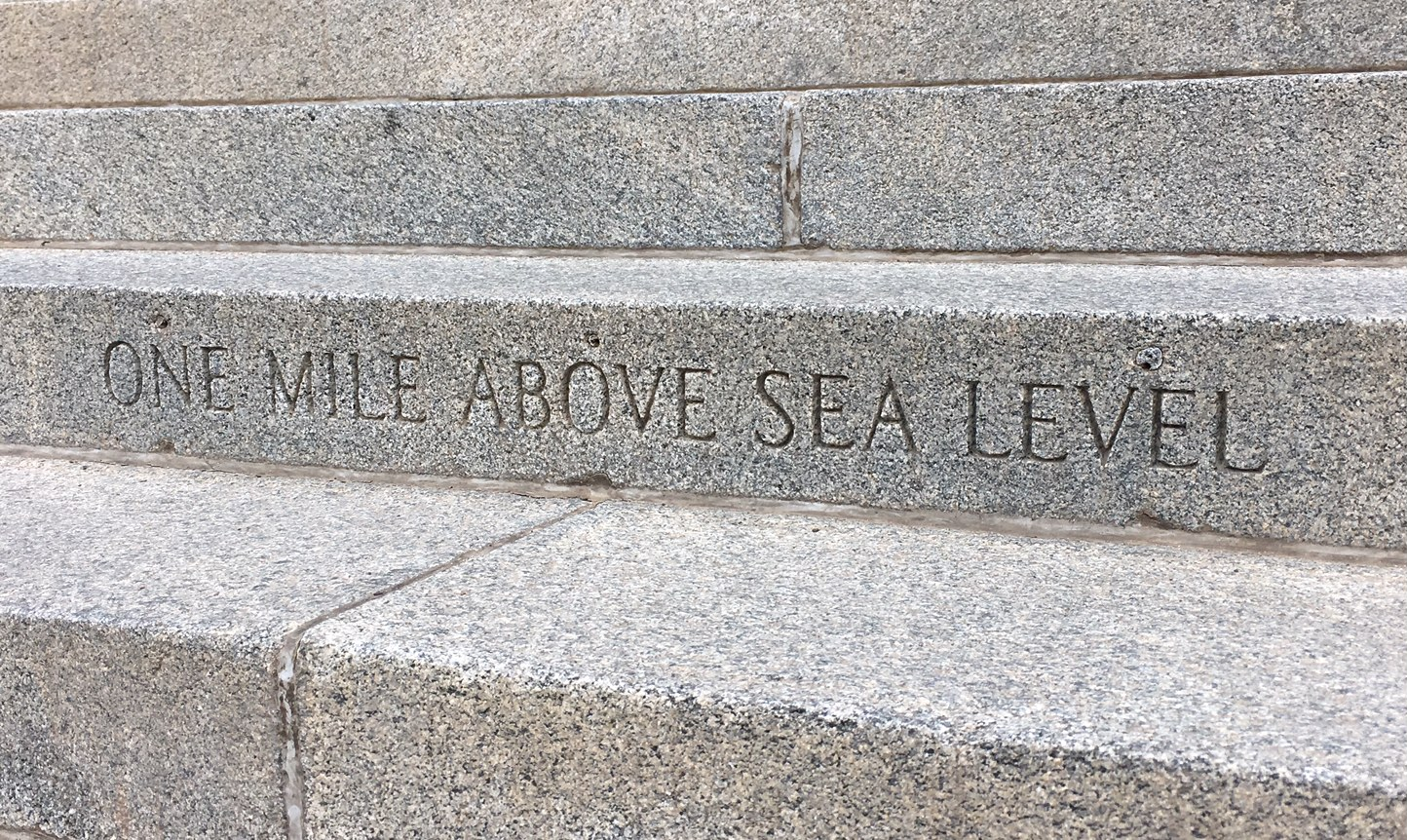
西側階段１５段目にある海抜１マイルの表示

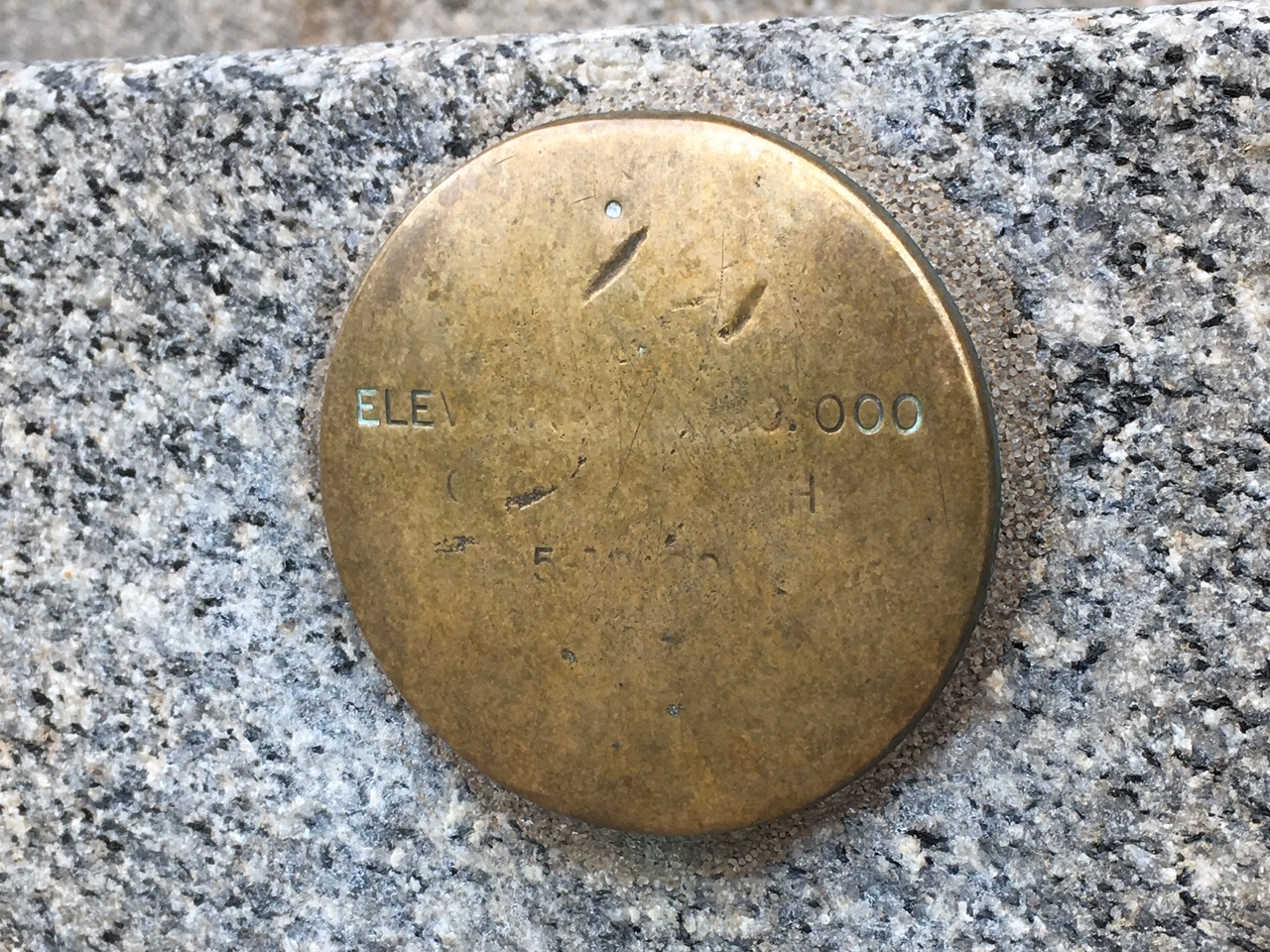
西側階段１８段目にあるマーキング

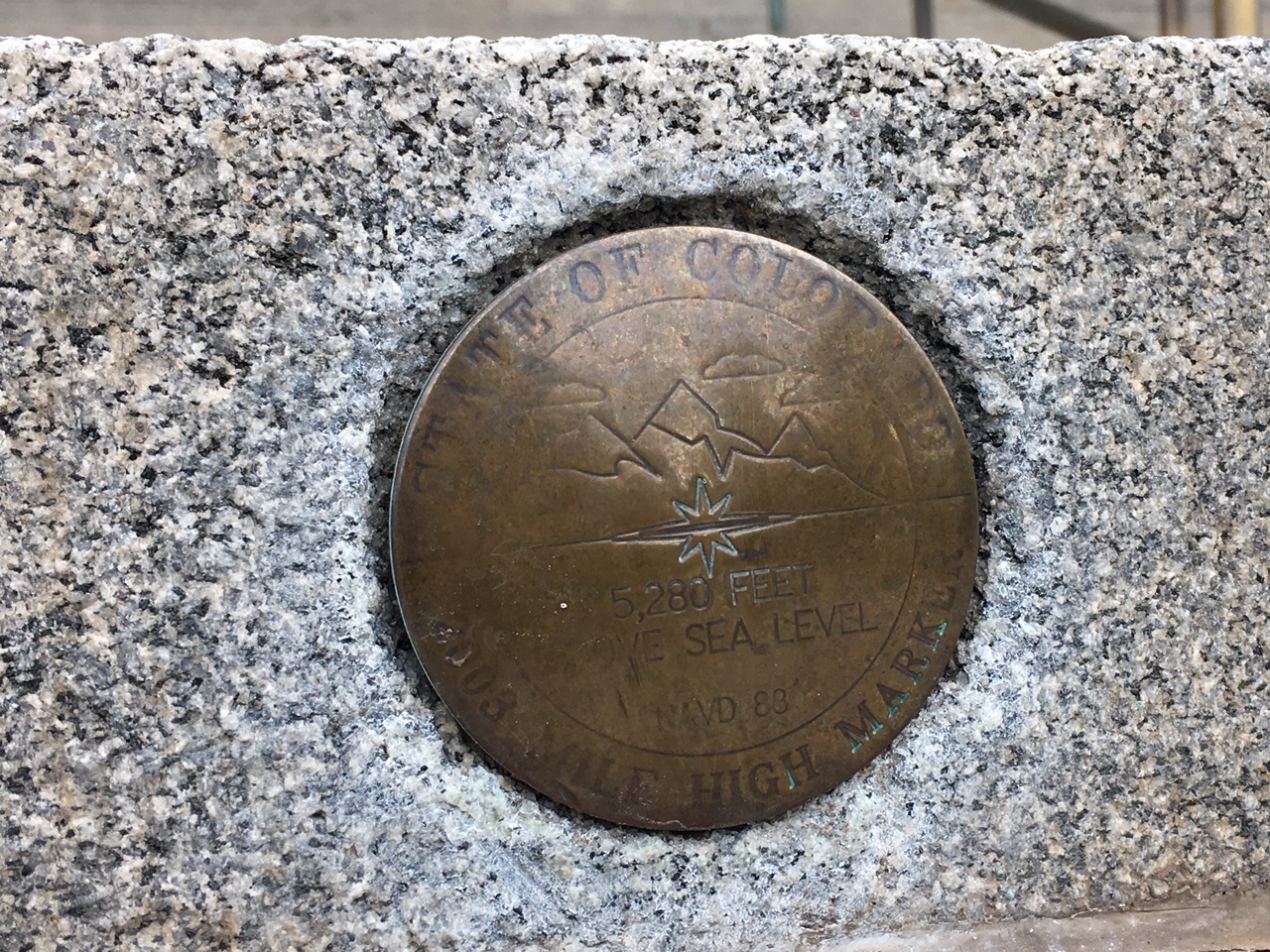
西側階段１３段目にある海抜5280フィートの表示

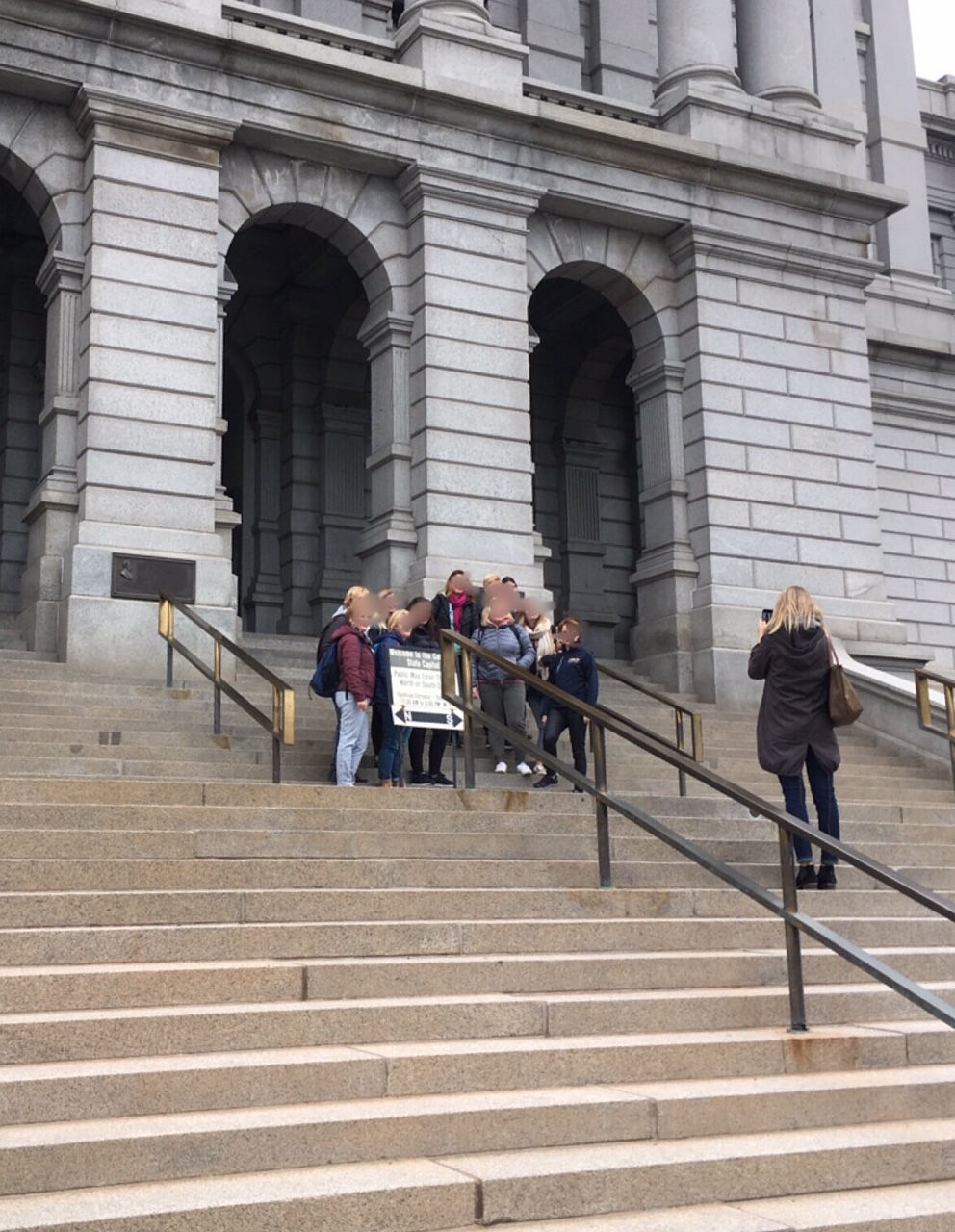
西側階段１５段目で記念写真を撮る観光客

庁舎にはコロラド・ローズ・オニックスと呼ばれる、希少で高価なばら色の大理石がふんだんに用いられている。この石材は州南部、プエブロ郊外のビューラー・バレーで採掘されたものである。また、各階の床に使用されている白い大理石は、州西部のガニソン郡を流れるユール・クリークで採掘されたものである。
庁舎の窓の多くはステンドグラスになっており、コロラド州の歴史上重要なできごとが描かれている。また、ホールには歴代のアメリカ合衆国大統領の肖像画が飾られている。